# Å (латиниця)
Å, å — літера латинської абетки, що вживається в норвезькій, шведській, данській мовах, фінській (тільки при написанні шведських, данських та норвезьких назв), а також в кількох інших мовах та діалектах.
Діакритичне кільце, що стоїть над літерою, походить від другої літери а, яка писалася зверху в подвоєному аа.

## Вимова
У скандинавських мовах буква має коротку і довгу вимову. Коротка вимова — /ɔ/. Довга вимова в шведській та норвезькій мовах — /oː/, в данській — /ɔː/. Історично вимовлялася як /aː/. При цьому в данській та норвезькій мовах буква вживається спільно з aa.
В істрорумунській мові буква читається як /ɔ/.
Å також використовується в практичній орфографії мови чаморро. Столиця Гуаму, місто Хагатна, має оригінальне написання «Hagåtña».
Å є літерним символом ангстрема — одиниці вимірювання довжини.

## Ускандинавських мовах

### Походження
З точки зору історичної лінгвістики звук літери Å має те саме походження, що й довгий німецький звук /aː/ (Aal, Haar — пор. сканд. ål, hår).
Історично, літера походить від голосної á в давньоскандинавській мові. Вона позначала довгий звук /aː/, але з часом звук перетворився на /ɔ/. У Середньовіччя часто використовувалися подвійні літери для довгих голосних, і звук все ще позначався на письмі як Aa. У давньошведській мові використання лігатур Æ та Œ, що позначали звуки [æ] та [ø], поступово витіснилося новими літерами. Замість лігатур над літерами A та O ставилася маленька літера e. Згодом вони перетворилися на сучасні літери Ä та Ö, зі спрощенням «E» до двох точок. Ця конструкція була застосована і до «aa»: маленька літера O ставилася над A і формувала нову літеру. Диграф Aa був витіснений у 16 сторіччі.
Намагаючись зберегти орфографію сучасною, лінгвісти у 19 сторіччі намагалися ввести Å до данської та норвезької орфографії. Більшість населення не відчувала потреби в новій літері, проте диграф Aa вже кілька століть вимовлявся як сучасна Å у всій Скандинавії і зазвичай вважався однією літерою. Реформи, що офіційно вводили Å до складу абеток, були проведені 1917 року в Норвегії та 1948 року в Данії. Існувала думка, що Å з'явилася в цих мовах лише через антинімецькі та проскандинавські настрої після Другої світової війни. Данська мова на час реформи була єдиною (крім німецької та люксембурзької), що використовувала велику першу літеру для всіх іменників, але тоді ж це правило було скасоване.
В назвах деяких населених пунктів Данії збереглося старе написання, зокрема через опір населення, наприклад, Aalborg та Aabenraa, хоча данським комітетом «Dansk Sprognævn» рекомендовано написання Ålborg та Åbenrå.
Ісландська та фарерська мови єдині серед скандинавських не використовують літеру Å. Проте збереглася давньоскандинавська літера á, яка перетворилася на дифтонг [au] в ісландській та [ɔa] у фарерській, хоча в останній є короткий варіант [ɔ].

### Місце в абетці

Літера Å як символ шведської мови на фінському плакаті проти обов'язкового вивчення шведської в школах («Геть обов'язкову шведську!»)

За прийнятим алфавітним порядком Aa разом з Å є останньою літерою в данській та норвезькій абетці, послідовність розширених знаків, що йдуть після 26 традиційних літер, виглядає як Æ, Ø, Å/Aa. За відсутності ручної корекції алгоритми сортування, локалізовані для данської чи норвезької мови, поставлять, наприклад, Aaron після Zorro. У друкованих книжках розрізняються власні і запозичені назви, тому німецьке місто Aachen буде йти в списку під літерою A, але данське місто Aabenraa буде йти в кінці абетки.
У шведській абетці Å йде після Z, у послідовності Å, Ä, Ö.

## Кодування
| Графема | HTML | Юнікод |
| ------- | ---- | ------ |
| Å       | Å    | U+00C5 |
| å       | å    | U+00E5 |